# New Gerrard
New Gerrard is een Brits historisch merk van motorfietsen.
De bedrijfsnaam was: New Gerrard Motors, Edinburgh en Nottingham.
New Gerrard was opgericht door de Schotse racer-constructeur Jock Porter, die al tijdens de TT van Man van 1922 aan de start kwam met een New Gerrard met een 350cc-Blackburne-motor. Porter gebruikte jarenlang Blackburne-inbouwmotoren van verschillende inhoud, maar toen de productiecapaciteit te klein werd liet hij tussen 1924 en 1927 zijn motoren bij Campion in Nottingham bouwen. Daarna kwam de productie terug naar Edinburgh en Porter concentreerde zich op 348cc-kopklep-modellen met Blackburne- en later JAP-motoren. Er werd ook nog een 346cc-model met B&S-blok gebouwd.
Porter zelf was tamelijk succesvol met zijn New Gerrard-racemotoren. Naast twee overwinningen in de Isle of Man TT werd hij in 1925 en in 1926 Europees kampioen in de 250cc-klasse.

## 345cc-New Gerrard-JAP uit 1926

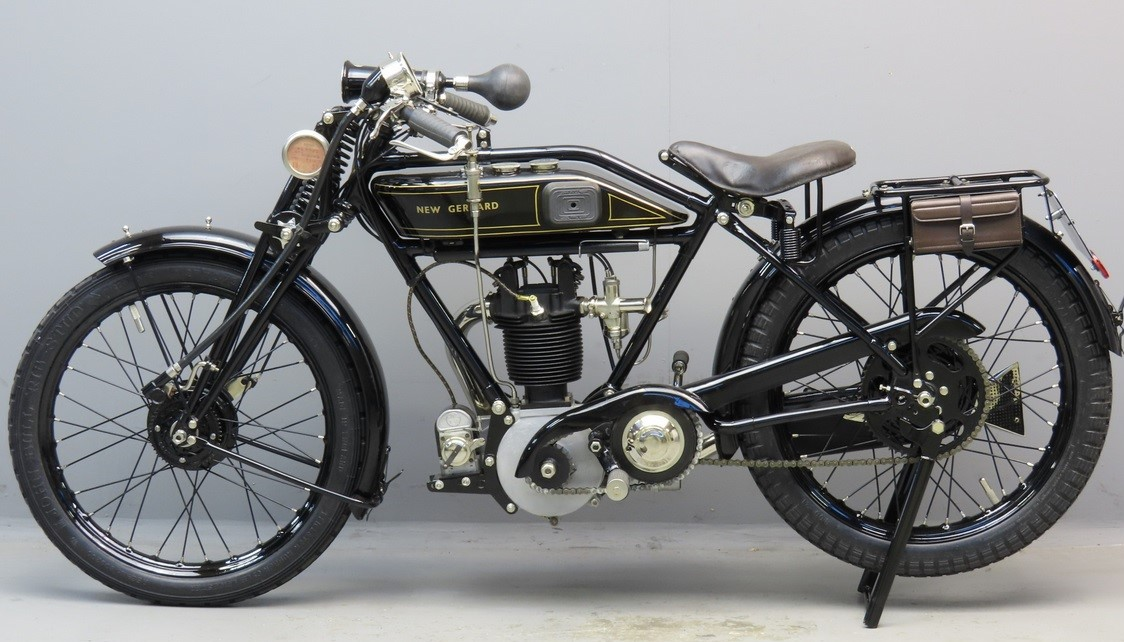
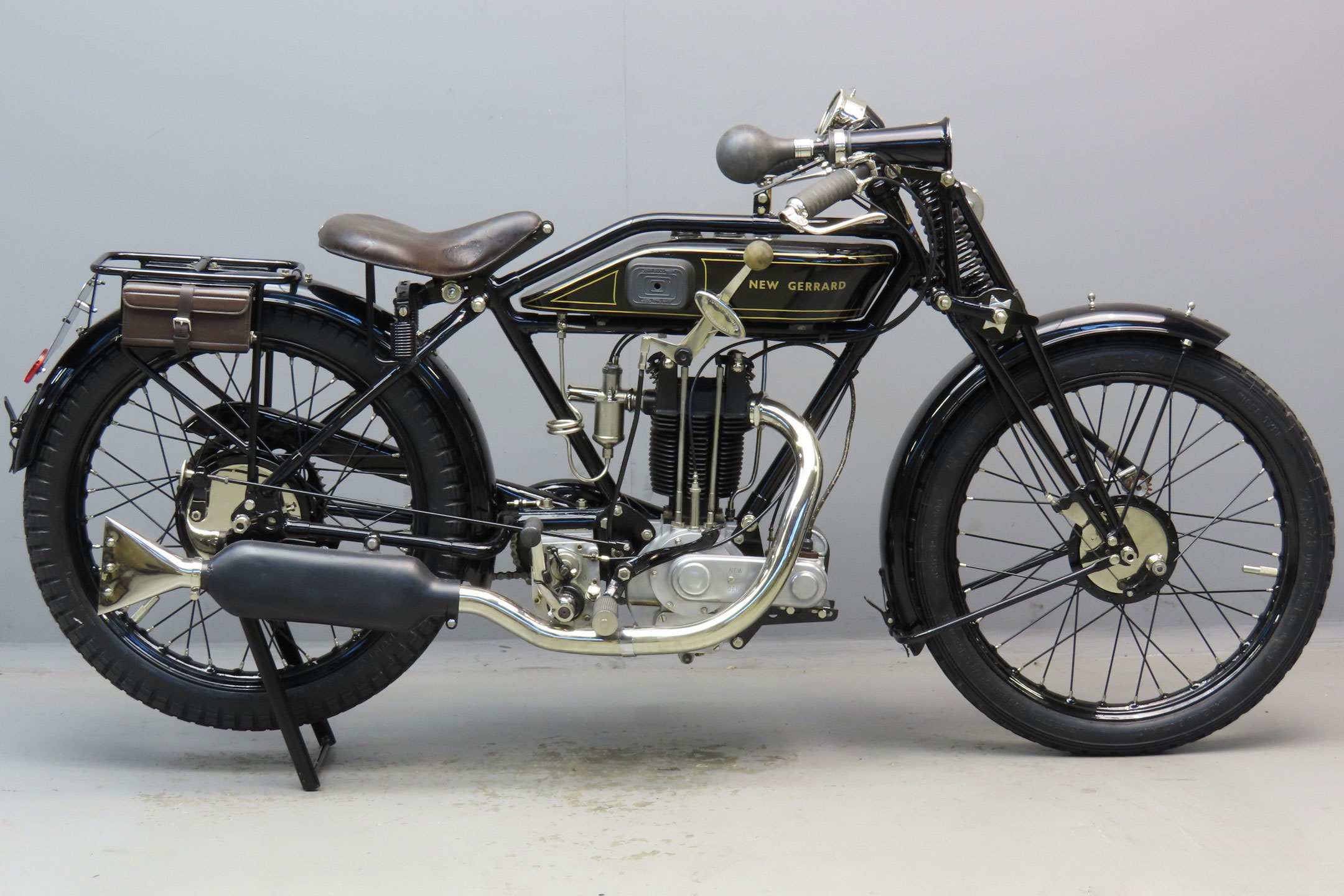